# Мини Маус
Мини Маус е рисувана героиня мишка, приятелка и съратница на Мики Маус. Тя е героиня в много комикси и анимационни филми. Първата ѝ поява е през 1928 г.
От 1928 г. до 80-те години Мини е озвучавана от Марджъри Ралстън, Марселит Гарнър, Телма Бордман, Рут Клифърд, Джанет Уолдо и дори от самия Уолт Дисни. От 1986 до смъртта на си на 26 юли 2019 г. Ръси Тейлър е официалният глас на Мини Маус. Озвучава я в Micky Mouse Works, „Клуб Маус“, „Клубът на Мики Маус“, „Мики Маус (сериал)“ и „Мики и приятели състезатели“. Тейлър е женена за Уейн Олуайн, който озвучава Мики Маус.
В българския дублаж на „Клуб Маус“ е озвучена от Богдана Трифонова, официалният глас на Мини за България, а също и в дублажа на Александра Аудио на сериала „Клубът на Мики Маус“. В дублажа на БНТ на „Клубът на Мики Маус“ се озвучава от Силвия Русинова.